# Município de Gasper (condado de Preble, Ohio)
Localização do Ohio nos E.U.A.
O município de Gasper (em inglês: Gasper Township) é um município localizado no condado de Preble no estado estadounidense de Ohio. No ano de 2010 tinha uma população de 3909 habitantes e uma densidade populacional de 63,89 pessoas por km².

## Geografia
O município de Gasper encontra-se localizado nas coordenadas 39° 41′ 09″ N, 84° 38′ 52″ O. Segundo o Departamento do Censo dos Estados Unidos, o município tem uma superfície total de 61.19 km², da qual 60,29 km² correspondem a terra firme e (1,46 %) 0,89 km² é água.

## Demografia
Segundo o censo de 2010, tinha 3909 pessoas residindo no município de Gasper. A densidade populacional era de 63,89 hab./km².